# جيف كليمنت
جيف كليمنت (بالإنجليزية: Jeff Clement)‏ هو لاعب كرة قاعدة أمريكي، ولد في 21 أغسطس 1983 في مارشالتاون في الولايات المتحدة.

## وصلات خارجية
- جيف كليمنت على موقع دوري كرة القاعدة الرئيسي (الإنجليزية)
- جيف كليمنت على موقعبيزبول رفرنس.كوم (الدوري الرئيسي) (الإنجليزية)
- جيف كليمنت على موقعبيزبول رفرنس.كوم (الدوري الثانوي) (الإنجليزية)
- جيف كليمنت على موقع إي إس بي إن.كوم (أم.أل.بي) (الإنجليزية)
- جيف كليمنت على موقع مشجعي الرسوم البيانية (الإنجليزية)